# Cité perdue de Z
La Cité perdue de Z est le nom donné par le colonel Percy Harrison Fawcett, géomètre britannique du début du XXe siècle, à une cité indigène qu'il croyait avoir existé dans la jungle de l'État du Mato Grosso au Brésil. S'appuyant sur les récits d'indigènes d'Amérique du Sud et ses propres explorations de la région du fleuve Amazone, il a émis l'hypothèse qu'une civilisation complexe y avait autrefois existé et que des ruines isolées auraient pu subsister. Cependant, lui, son fils Jack et l'ami de ce dernier Raleigh Rimmel ont disparu lors d'une expédition visant à trouver des preuves de cette civilisation hypothétique en 1925.

## Histoire

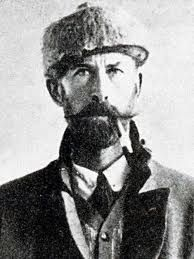
L'arpenteur britannique Percy Fawcett en 1911, qui croyait qu'une ville indigène, qu'il appelait « la cité perdue de Z », avait existé dans la jungle brésilienne

Fawcett, dans le cadre de ses recherches, a consulté un document connu sous le nom de Manuscrit 512, conservé à la Bibliothèque nationale du Brésil de Rio de Janeiro. Selon ce document, en 1753, un groupe de bandeirantes a découvert les ruines d'une ancienne ville contenant des arches, une statue et des édifices ornés de signes indéchiffrables.
Le manuscrit 512 a été écrit après des explorations effectuées dans le sertão de la province de Bahia[page à préciser].
Après la fin de la guerre, en 1920, Fawcett entreprit une expédition personnelle pour retrouver la ville, mais se retira après avoir souffert de fièvre et avoir dû tirer sur son animal de bât. Lors d'une deuxième expédition en 1925, Fawcett, son fils Jack et l'ami de Jack, Raleigh Rimmel, disparurent dans la jungle du Mato Grosso.
Les chercheurs pensent que Fawcett a peut-être été influencé dans sa pensée par des informations obtenues auprès des populations autochtones sur le site archéologique de Kuhikugu, près des sources du fleuve Xingu. En 2022, les vestiges d'établissements près de Llanos de Moxos (en) ont été étudiés à l'aide du lidar. Ces sites contiennent des ruines de pyramides, de chaussées et d'autres infrastructures, ce qui corrobore la théorie de Fawcett sur les anciens établissements en Amazonie,.

## Enquête
En 2005, le journaliste américain David Grann a publié un article dans The New Yorker sur les expéditions et les découvertes de Fawcett, intitulé The Lost City of Z. En 2009, il l'a développé dans un livre du même titre, et en 2016, il a été adapté par le scénariste-réalisateur James Gray dans un film du même nom avec Charlie Hunnam, Robert Pattinson, Tom Holland et Sienna Miller.

## Sources
- Percy Harrison Fawcett, Lost Trails, Lost Cities, New York, Funk & Wagnalls, 1953 (LCCN 53006980, lire en ligne)
- Rupert Furneaux (en), The World's Strangest Mysteries: Happenings that Have Intrigued and Baffled Millions, Odhams Press, 1961
- (en-GB) Vanessa Thorpe, « Veil lifts on jungle mystery of the colonel who vanished », The Observer,‎ 21 mars 2004 (lire en ligne, consulté le 14 décembre 2017)
- Smith Warren, Lost cities of the ancients—unearthed!,  New York, NY, Kensington Pub., 1976 (ISBN 978-0-89083162-5, OCLC 3249761)
- « Books: Fawcett of the Mato Grosso », Time, vol. XLI, no 21,‎ 25 mai 1953 (lire en ligne)

## Lectures complémentaires
- (pt) Langer, « A Cidade Perdida da Bahia: mito e arqueologia no Brasil Império », Revista Brasileira de História, vol. 22, no 43,‎ 2002, p. 126–152 (ISSN 1806-9347, DOI 10.1590/S0102-01882002000100008)
- Peter Fleming, Brazilian Adventure (en), London, Toronto, Jonathan Cape, 1933 (OCLC 4025443, LCCN 33031720) (Repr., Northwestern University Press (en) 1999:  (ISBN 0-8101-6065-X).)